# دهستان سرخ قلعه
دهستان سرخ قلعه، یکی از دهستان‌های بخش سرخ قلعه شهرستان قلعه‌گنج در استان کرمان ایران است. مرکز این دهستان، روستای وکیل‌آباد است.

## جمعیت
بر پایه سرشماری عمومی نفوس و مسکن در سال ۱۳۹۵، جمعیت دهستان سرخ قلعه برابر با ۱۴٬۰۷۷ نفر بوده‌است.